# Rishi (Csillagok háborúja bolygó)
A Rishi a Csillagok háborúja elképzelt univerzumának egyik bolygója.
12 parszek távolságra van tőle a Rishi Labirintus (angolul: Rishi Maze), ami egy szabálytalan törpegalaxis (ami az ismert galaxison belül létezik). Az általa okozott gravitációs anomáliák megnehezítik a közelében zajló utazást a hiperűrön át.
A Rish csillag harmadik bolygója. A rishii nevű értelmes madárfaj anyabolygója volt, később a H'kig nevű vallásos szekta bázisaként lett ismert, akik a Galand bolygóról érkeztek, és Y. e. 60 -ban kolonizálták a bolygót.

## Leírása
A bolygó eredeti felszíne hegyes, völgyes, mocsaras volt, a mocsarakat a kolonizáció során lecsapolták, hogy építeni tudjanak a talajra. A bolygó többi részén mély kanyonok találhatók. A bolygó kolonizációja során az egyszerű, fehér épületekből zsúfolt városok jöttek létre a szeles völgyekben.
A bolygó kérgében csak kevés eladható fémérc található (ilyen például az exonium), amit már a bennszülöttek is bányásztak.

## Élővilága
Nagyrészt ismeretlen, a hegyekben madarak és neebráják élnek.

## Történelme
|  | Alább a cselekmény részletei következnek! |

Talon Karrde és Mara Jade a Rishit használta átmeneti búvóhely gyanánt, amikor a Myrkren abbahagyták a csempészést.
A Klónháborúk alatt a Galaktikus Köztársaság megfigyelőállomást létesített a bolygó holdján, de ezt a szakadárok Grievous vezette kommandói megsemmisítették, hogy észrevétlen lehessen Kamino ellen irányuló inváziójuk. Az állomást emberhiány miatt újonc klónok működtették, hősiességük miatt a támadás lelepleződött (bár ennek ellenére, folytatódott).

## Megjelenése

### Filmekben
Egyik filmben sem jelenik meg.

### Animációs sorozatokban
Maga a bolygó nem jelenik meg a Klónok háborúja c. sorozatban, a Rishi-rendszer azonban képviselve van az egyik Rishi-hold által, az 1. évad 5. epizódja  – „Újoncok” (Rookies) ugyanis szinte teljes egészében itt játszódik.

### Videojátékokban
Star Wars: Rebellion
Star Wars: The Old Republic

### Képregényekben
- Star Wars: The Clone Wars: The Gauntlet of Death

### Könyvekben
- Timothy Zahn, Dark Force Rising, Book 2 of The Thrawn Trilogy (1992), ISBN 0-553-08574-3

## Érdekesség
A Star Wars: Rebellion PC-s játék a Rishi bolygó helyének tévesen nevezi meg a Farfin szektort a Magvilágokban (a szektor neve helyesen: Farrfin). A Rishi valójában a Külső Perem Abrion szektorában található.

## Fordítás
- Ez a szócikk részben vagy egészben  a   List_of_Star_Wars_planets_%28R%E2%80%93S%29#Rishi című angol Wikipédia-szócikk fordításán alapul.  Az eredeti cikk szerkesztőit annak laptörténete sorolja fel. Ez a jelzés csupán a megfogalmazás eredetét és a szerzői jogokat jelzi, nem szolgál a cikkben szereplő információk forrásmegjelöléseként.